# Ereteken van de Bond van Deense Militaire Atleten
Het Ereteken van de Bond van Deense Militaire Atleten (Deens: Dansk Militært Idrætsforbunds Hæderstegn) is een Deense militaire onderscheiding.
De onderscheiding werd op 23 november 1968 ingesteld en op 5 september 1967 door Koning Frederik IX van Denemarken erkend. De medaille wordt in zilver toegekend voor het bevorderen van de atletiek in de Deense strijdkrachten. De gedecoreerde mag de letters D.M.I.H. achter zijn of haar naam plaatsen. Onder de dragers is ook de Deense kroonprins Frederik.
De onderscheiding wordt op de linkerborst gedragen aan een tot een vijfhoek gevouwen rood zijden lint met twee witte strepen in het midden. Op de linkerborst kan een baton worden gedragen
Medailles van Verdienste ·
Medaille voor Langdurige Dienst ·
Medaille "Ingenio et Arti" ·
Medaille voor Nobele Daden ·
Ereteken van het Deense Rode Kruis ·
Medaille van Verdienste voor de Groenlandse Onafhankelijkheid ·
Herinneringsmedaille aan de 70e Verjaardag van Hare Majesteit Koningin Margrethe
Herinneringsmedaille aan de 75e Verjaardag van Prins Henrik

Zie ook: Historische Orden van Denemarken · Onderscheidingen in Denemarken